# Тонгак Лайрембі

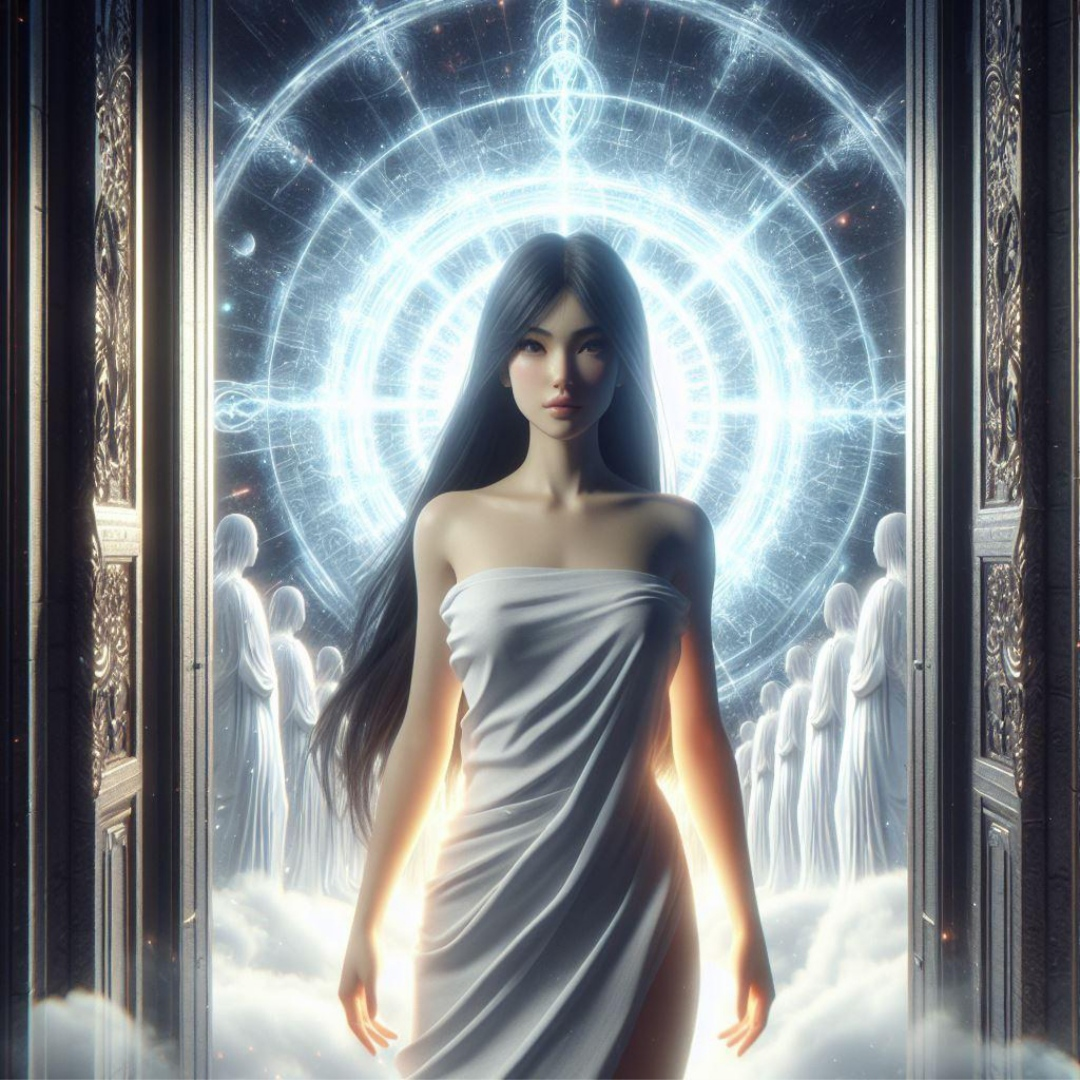
Тонгак Лайрембі

Тонгак Лайрембі, також відома як Лангол Лайремма — первісна богиня в міфології та релігії Мейтей, божественне жіноче уособлення смерті. Вона охороняє двері входу до підземного світу — країною смерті, якою керує її чоловік Тонгалель. Згідно з легендою, Тонгак розлучається зі своїм чоловіком Тонгалелем, який загинув у битві між богами підземного і верхнього світу в руках Салайлена Сідаби. Переможець попросив богиню, яка є дружиною переможеного, стати захисником вхідних воріт до підземного світу, а замість Тонгалеля він дав їй Кхамнунг Кікой Луонбі.

## Етимологія

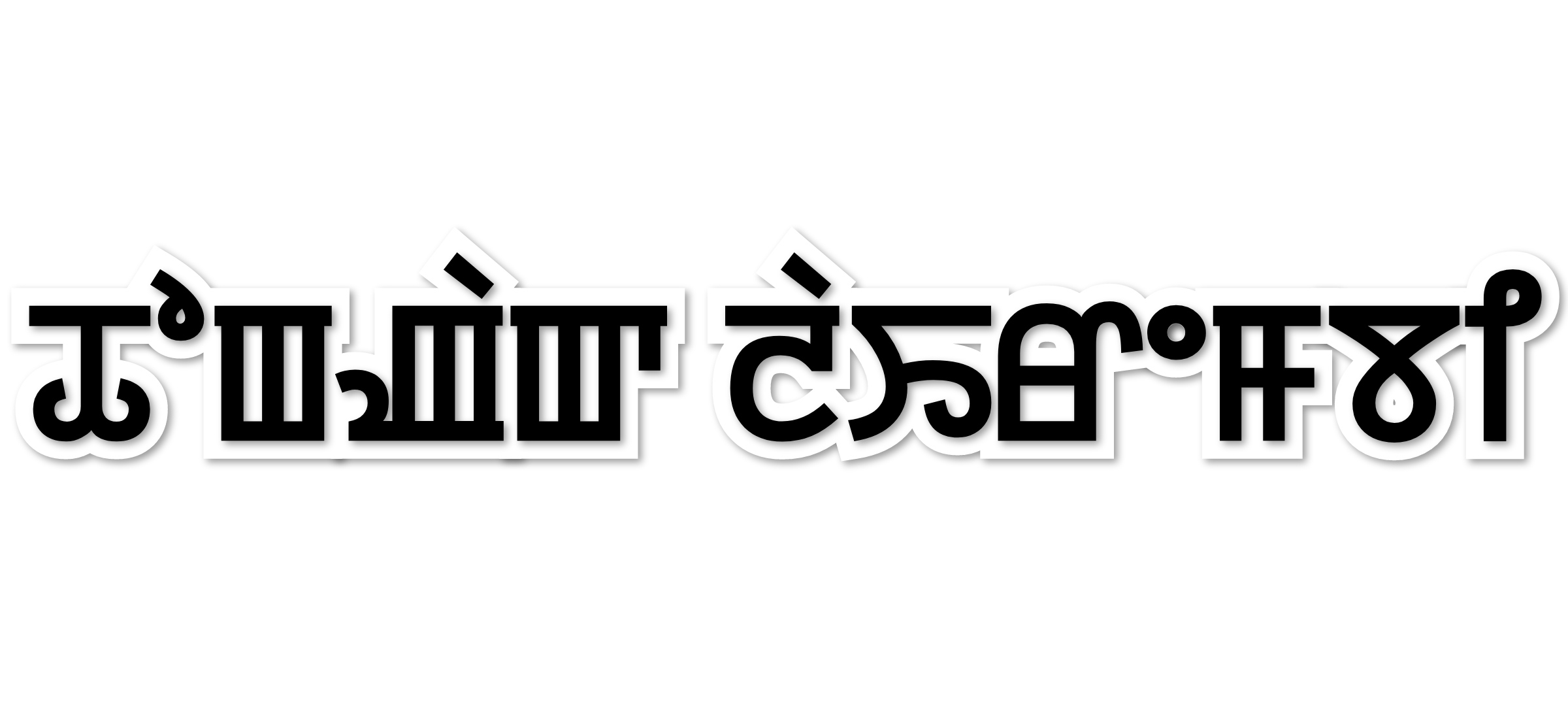
«Тонгак Лайрембі», ім'я богині, написане в середньовічному Meetei Mayek abugida

Назва «Тонгак Лайрембі» складається з двох слів на мові мейтей (мова маніпурі): «Тонгак» (прикметникова форма слова-іменника «Тонгакпа», /tʰóŋ.ŋak.pə/) означає сторож або привратник мовою мейтей (мова маніпурі). «Лайрембі» означає богиня або жіноче божество мовою мейтей (мова маніпурі).

## Фестиваль
Щороку фестиваль Лай Хараоба відбувається на честь богині Тонгак Лайрембі.

## галерея

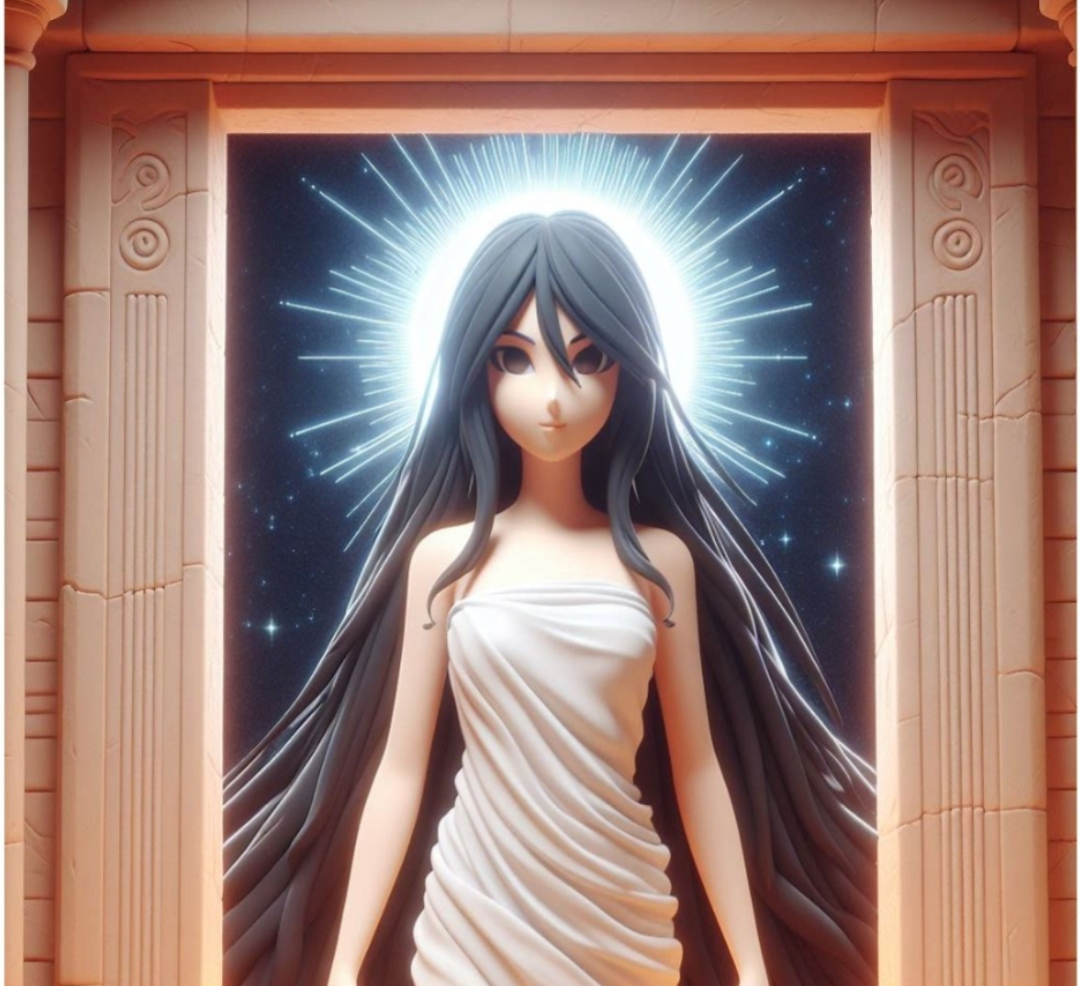
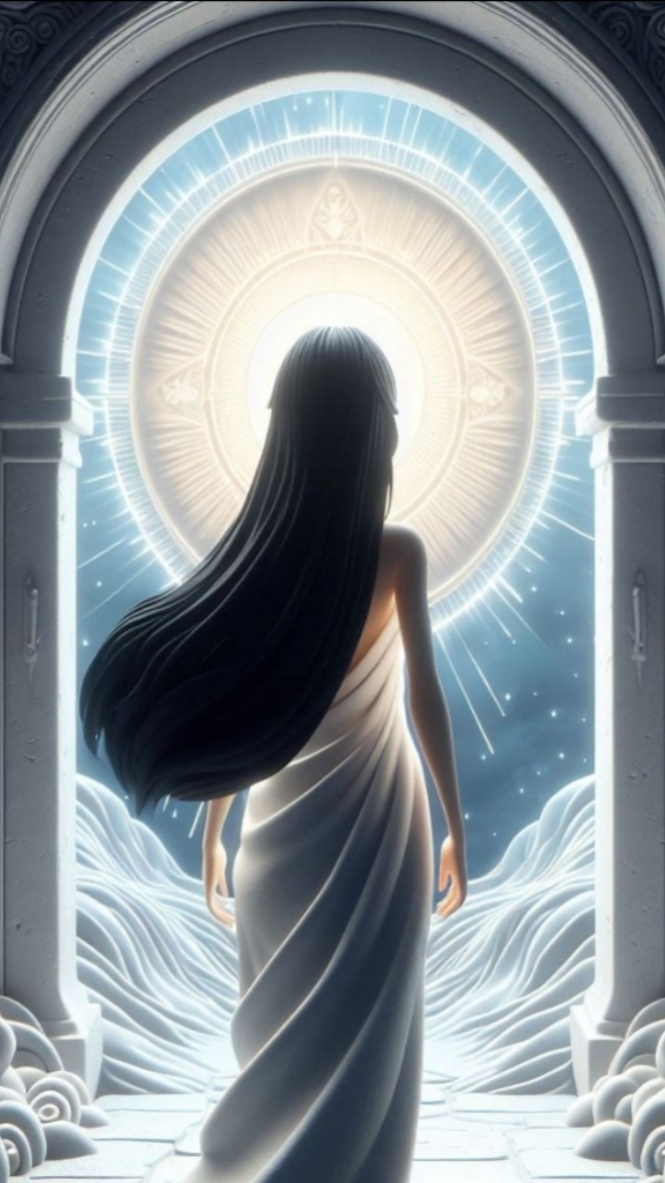